# Demolition Man (videojuego)
Demolition Man son un par de videojuegos de acción basados en la película homónima. Acclaim Entertainment publicó la versión de 16-bits, la cual presenta un shoot 'em up, para Super NES, Sega Genesis y Sega CD. Virgin Interactive lanzó un juego completamente diferente para la consola 3DO que combinó varias estilos de juego distintos. En ambos juegos, el jugador controla a John Spartan, el personaje principal de la película, mientras intenta encontrar y derrotar su némesis, Simon Phoenix.

## SNES, Sega Génesis, y Sega CD
El juego de 16-bits es principalmente un juego de plataformas, con dos segmentos shoot 'em up; en cualquier tipo de juego el jugador puede disparar en ocho direcciones. Los escenarios están repletos enemigos, mayormente armados. Los enemigos y el personaje del jugador pueden tolerar un número de golpes antes de morir. Los power ups pueden encontrarse alrededor de los escenarios que aumentan la salud del personaje o la munición. El juego da al jugador limitadas posibilidades de continuar y muy pocas vidas. El primer nivel toma lugar en 1996 y los demás en 2032, siguiendo simplificadamente la trama de la película. En los dos niveles superiores, el jugador tiene que buscar y rescatar a rehenes para desbloquear puertas en otras partes del nivel.
Las armas incluyen una pistola básica de policía, una magnum más potente, una escopeta que dispara en una amplia extensión, y varios tipos de granadas de mano. Aunque es el jefe final del juego, el jugador tiene que luchar contra Simon Phoenix en batallas "teaser" de corta duración antes de derrotarle para definitivamente en la crio-prisión.
La versión de SNES incluye códigos de trucos a los que se accede pausando el juego con el botón start, seguido por una secuencia de pulsaciones de botones para adquirir un power up particular, o saltar al nivel. Los poder ups accesibles son: escopeta, pistola magnum, salud al máximo, vida extra, granadas de mano, granadas de congelación, chalecos antibalas, y granadas de fuego.
La versión de Sega CD fue el último juego lanzado para la consola en América del Norte.

### Recepción
Reseñando la versión de Génesis, Scary Larry de GamePro encontró algunos problemas con el juego, en particular los gráficos generalmente "lúgubres y oscuros", pero lo encontró efectivo en todos los aspectos. Lo describe como "la clase de juego que pone una sonrisa en las caras de los veteranos 16-bits que aprecian a un buen juego sólido de plataformas/acción". Captain Squideo reseñó la versión de Super NES para GamePro, y comentó que "es similar al reciente juego de Génesis: es rápido, divertido, y explosivo." Remarcó que aunque jugadores veteranos pueden encontrar al juego demasiado simplista, es intenso y divertido en general, y que a diferencia de la versión de Génesis el gráfico es colorido y transmite eficazmente los escenarios postapocalípticos.
La revista Entertainment Weekly le dio al juego una calificación A.
Next Generation hizo un review de la versión del juego de Génesis, valorándolo con tres de cinco estrellas, y declaró que "Finalmente Demolition Man es otro juego de película de Acclaim, y si posees uno, no hay ninguna necesidad de tener a los otros".

## 3DO
El juego de la 3DO fue desarrollado en tándem con la película y vincula varias estilos de gameplay: de los 16 niveles del juego, nueve son light gun shooter, cuatro son de lucha, dos son first person shooter; y una es una misión de carrera. Debido al adelantado motor de sonido de la 3DO, la banda sonora está tomada directamente de la película, y vídeo de movimiento completo se utiliza bastante, incorporando tanto filmaciones de la película como grabaciones exclusivas de Sylvester Stallone y Wesley Snipes hechas específicamente para el juego. Jesse Ventura repite su papel como minion de Simon Fénix como el único actor de la película que interpreta a un secuaz de cryo-con en el nivel subterráneo y nivel de la cryo-prisión. Una versión del juego fue desarrollada por Virgin Interactive y planeada para ser publicada por Atari Corporation para la Atari Jaguar CD, pero fue cancelada después de varios retrasos. Una versión para la PlayStation también fue desarrollada pero nunca lanzada.
El juego utiliza un sistema de contraseñas para guardar progreso, mientras que la memoria interna de la 3DO guarda la lista de puntuaciones altas. Hay tres modos de dificultad.
Los niveles light gun shooter apoyan el 3DO Gamegun además del gamepad estándar. El Gamegun puede ser conectado en cadena a un gamepad estándar, que luego actúa como cable de extensión y permite al jugador navegar en el menú de pausa y jugar los niveles light gun sin tener que cambiar los mandos; de hecho, Demolition Man no reconocerá el Gamegun si está conectado al puerto del mando en la 3DO. Los niveles transcurren en un fondo estático en donde los enemigos digitalizados se aparecen al azar, en un estilo de galería de disparos.
Los niveles de lucha son similares a Mortal Kombat, ya que presentan sprites digitalizados vistos desde una perspectiva lateral. En los cuatro niveles el jugador controla a John Spartan y juega contra Simon Phoenix, pero la IA de Fénix es diferente en cada nivel.
Los niveles first person shooter son extremadamente simples en comparación con la mayoría de los juegos del género: no hay ninguna puerta, interruptores, recolectores de salud o de munición, y el jugador sólo tiene un arma (una pistola) con munición ilimitada. En lugar de mejoras de salud, John Spartan recupera lentamente salud con el tiempo. Los diseños de niveles están en cuadrícula bidimensional y tiene forma de laberinto, con un gran número de caminos ramificados. El objetivo del jugador es alcanzar una ubicación concreta dentro del nivel.
En el nivel de carreras, el jugador tiene que atrapar al auto de Simon Phoenix antes de que su propio auto se quede sin combustible, evitando a otros coches en la carretera mientras va recogiendo recargas de combustible.

### Recepción
GamePro dio al juego una reseña positiva. Mientras criticaron al juego en las secciones de pelea por los ataques demorados y el número limitado de movimientos, en general aprobaron la variedad del gameplay y los gráficos digitalizados, el audio de alta calidad, y el realismo invocado por el nivel profundo del juego de detalle.
Next Generation reseñó la versión del juego para la 3DO, valorándolo con dos de cinco estrellas, y declaró que "si cualquiera de los escenarios individuales estuviera muy bien diseñada, padría haber funcionado bien. Desafortunadamente, eso no ocurrió".
El juego recibió el premio "juego adaptación de película del año" de la Diehard GameFan Magazine.